# Nico Rosso
Nico Rosso (Torino, 19 luglio 1910 – Brasile, 10 ottobre 1981) è stato un fumettista italiano.

## Biografia
Studiò all'Accademia Albertina di Torino e poi si trasferì in Francia con la famiglia per un paio d'anni e poi in Brasile durante la seconda guerra mondiale. In Brasile divenne direttore artistico dell'Editora Brasilgráfica e poi esordì anche come illustratore e fumettista realizzando fumetti di diversi generi pubblicando su varie riviste come Revista Terrir, Revista Estranho Mundo de Zé do Caixão, Revista Contos de Terror,Targo, Era Xixo um Astronauta?. Ha anche lavorato come insegnante presso la Pan-American School of Arts. Si ritirò dalle attività per motivi di salute nel 1976.